# Star Wreck
Star Wreck is een Finse Star Trek-parodie, gemaakt door onder meer Samuli Torssonen, Timo Vuorensola en Atte Joutsen.
De zevende film, Star Wreck: In the Pirkinning zorgde voor hun grote doorbraak doordat de film gratis was te downloaden van hun internetsite. Een nieuw project van hetzelfde team is genaamd Iron Sky.

## Star Wreck-films
1. 1992 - Star Wreck
2. 1994 - Star Wreck II: The Old Shit
3. 1995 - Star Wreck III: Wrath of the Romuclans
4. 1996 - Star Wreck IV: The Kilpailu
5. 1997 - Star Wreck V: Lost Contact
6. 2000 - Star Wreck 4½: Weak Performance
7. 2005 - Star Wreck: In the Pirkinning
8. 2012 - Star Wreck 2π: Full Twist, now!